# マギー & サム
マギー & サム（英: Maggie & Sam）は、1955年の漫画『Crazy Mixed Up Pup』に初登場したウォルターランツのキャラクターである。
彼らの最終的な出演は1957年の『Fowled Up Party』だった。テックス・アヴェリー制作、マギーの声はグレース・スタッフォード、サムの声はドーズ・バトラーが担当した。
1960年代のウッディー・ウッドペッカーのアニメには、サムが単独で出演した。

## 登場作品
- クレイジーな取り替えっこ（1995年2月14日）[2][3]
- The Ostrich Egg And I（1996年4月9日）[4][5]
- The Talking Dog（1956年8月27日）[4][6]
- Fowled Up Party（1957年1月14日）[7][8]
- Crowin' Pains Sam, alone（1962年9月25日）[9][10]
- The Tenant's Racket Sam, alone（1963年8月39日）[11][12]
- Woody and the Beanstalk Sam, alone（1966年3月13日）[13]